# گروه باریلا

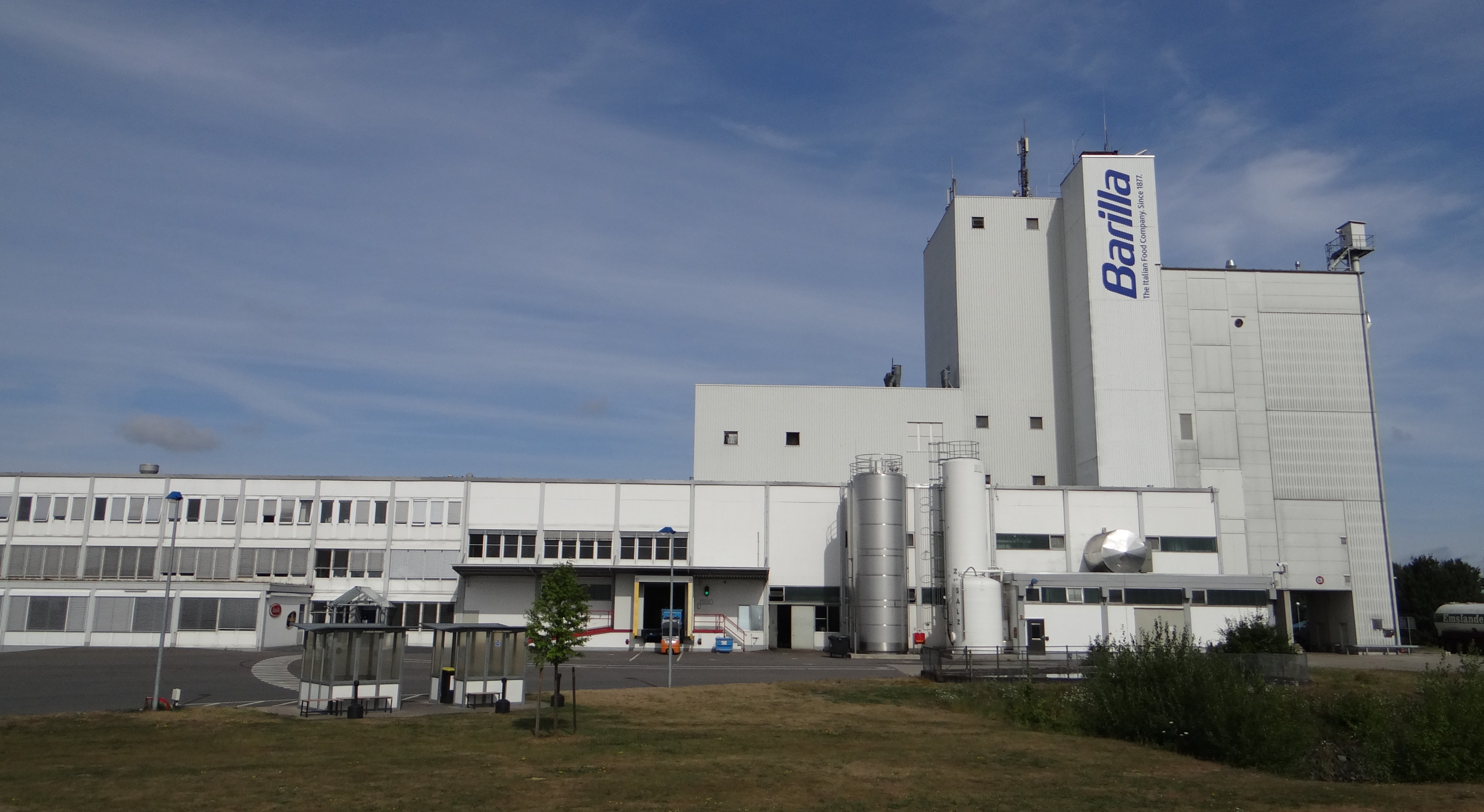
کارخانه گروه باریلا در شهر سله، آلمان

گروه باریلا (انگلیسی: Barilla Group) شرکت صنایع غذایی ایتالیایی است، که در زمینه تولید غلات، انواع سس و پاستا، خمیر پیتزا، انواع نان و نان تست، کیک و بیسکویت، اسنک، ساندویچ، مکمل‌های غذایی و سایر محصولات خوراکی فعالیت می‌نماید. 
شرکت باریلا در سال ۱۸۷۷ توسط پیترا باریلا تأسیس شد و در حال حاضر دارای کارخانه تولید محصولات غذایی در کشورهای ایتالیا، یونان، فرانسه، آلمان، نروژ، روسیه، سوئد، ترکیه، ایالات متحده آمریکا و مکزیک می‌باشد.
دفتر مرکزی این شرکت در شهر پارما، ایتالیا قرار دارد و کلیه سهام آن در اختیار خانواده باریلا می‌باشد.